# Alitalia
 (octobre 2021).
The pleasure of flying « made in Italy »
Alitalia, ou de son nom complet  Alitalia - Società Aerea Italiana, était la compagnie aérienne porte-drapeau de l'Italie. Elle avait été créée le 16 septembre 1946 et fut déclarée en faillite le 15 octobre 2021. Elle a été remplacée par la compagnie publique ITA Airways.
Depuis juillet 2001, elle faisait partie de l’alliance Skyteam et était également membre de Skyteam Cargo. Son chiffre d’affaires s’élèvait à plus de 5 milliards d’euros. Sa flotte comprenait 122 appareils elle employait environ 12 500 personnes. En 2015, elle avait transporté plus de 22 millions de passagers.
En difficulté chronique, elle subit une première tentative de privatisation en 2006, puis est privatisée en 2008 au travers de la structure « Compagnie aérienne italienne », tout en étant fusionnée avec Air One. En 2014, elle est partiellement acquise par la compagnie Etihad à hauteur de 49 %. En avril 2017, à la suite du refus par référendum interne d'un énième plan de restructuration, le gouvernement annonce que dans six mois Alitalia sera soit vendue soit mise en faillite, après trente ans de pertes. La procédure de mise en faillite d'Alitalia a débuté le 2 mai 2017.

## Histoire
Si le nom de la compagnie peut remonter à celui de la Società Area Avio-Linee Italiane (ALI) créée dans les années 1920, sous l’impulsion de Fiat, la société actuelle n’a été créée qu’après la Seconde Guerre mondiale, en 1946, avec l’appui de Trans World Airlines (TWA) et de British European Airways (BEA) qui financèrent Aerolinee Italiane Internazionali et Linee Aeree Italiane (LAI), qui finirent par fusionner en septembre 1957.

### Sa création
Le 16 septembre 1946, la société Alitalia - Aerolinee Internazionali Italiane est créée à Rome avec des capitaux entièrement privés. Elle adopte un logo comportant une flèche ailée. Elle deviendra opérationnelle à partir du 5 mai 1947 avec son premier avion civil, un trimoteur Fiat G.12 "Alcione", piloté par Virgilio Reinero. Le premier vol partira de Turin à destination de la capitale Rome puis Catane, en Sicile.
Le 6 juillet 1947, le Savoia-Marchetti SM.95 "Marco Polo" effectua le premier vol international, de Rome à Oslo avec 38 marins norvégiens à bord. En mars 1948, la compagnie inaugurait sa première liaison intercontinentale avec un Lancastrian, un vol de 36 heures pour relier Milan, Rome, Dakar, Natal, Rio de Janeiro, San Paolo et Buenos Aires.

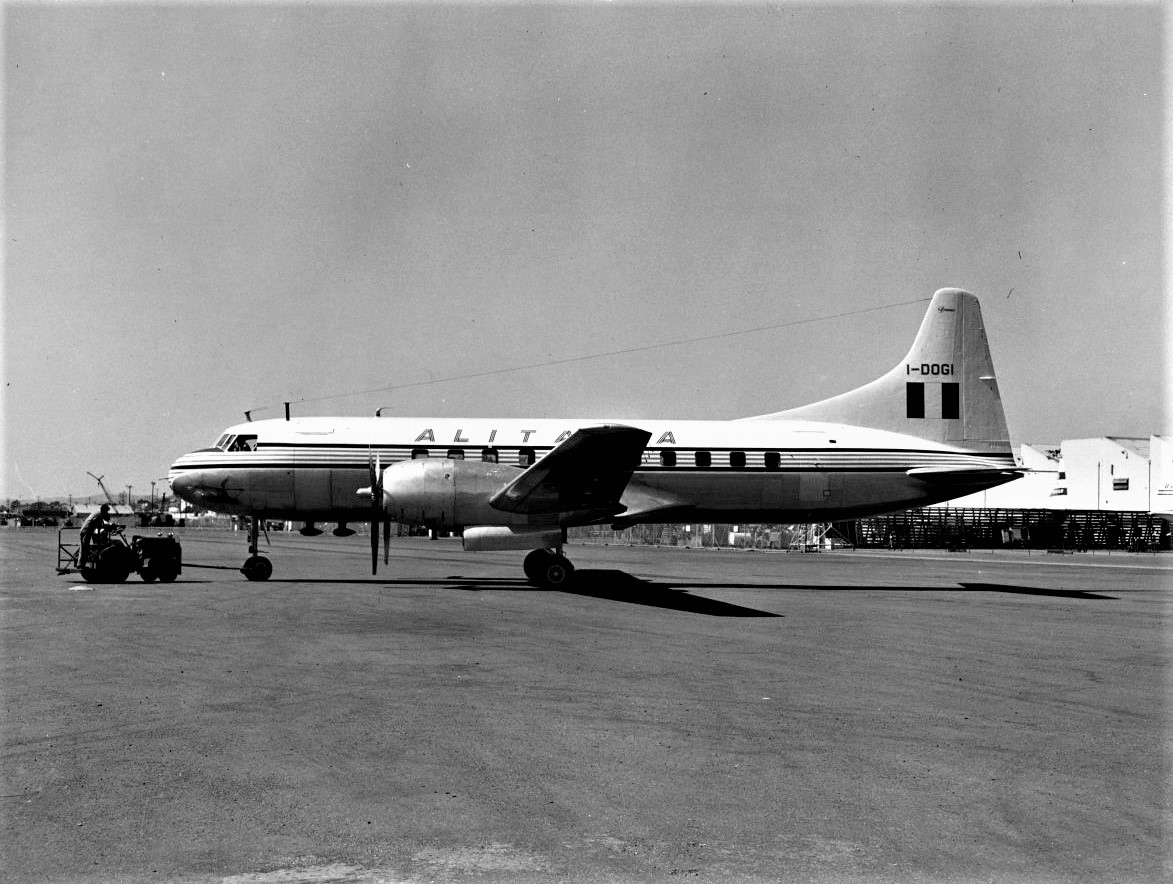
Un Convair 340 d'Alitalia

À la fin de l'année 1949, la flotte est complètement renouvelée : quatre Douglas DC-4, achetés à la Pan Am. En 1950, les premières hôtesses de l'air font leur apparition. Leur uniforme était dû à la maison de haute couture italienne Sorelle Fontana. Le 31 octobre 1957, la holding d'État dont dépendait la compagnie, l'IRI, impose la fusion entre les compagnies Alitalia et LAI - Linee Aeree Italiane, l'autre compagnie aérienne d'État. C'est ainsi qu'est née Alitalia - Linee Aeree Italiane, la nouvelle compagnie devient alors l'unique compagnie aérienne nationale, la compagnie aérienne porte-drapeau italienne; Sa base est alors située à l'aéroport international de Rome Ciampino.

### Son développement

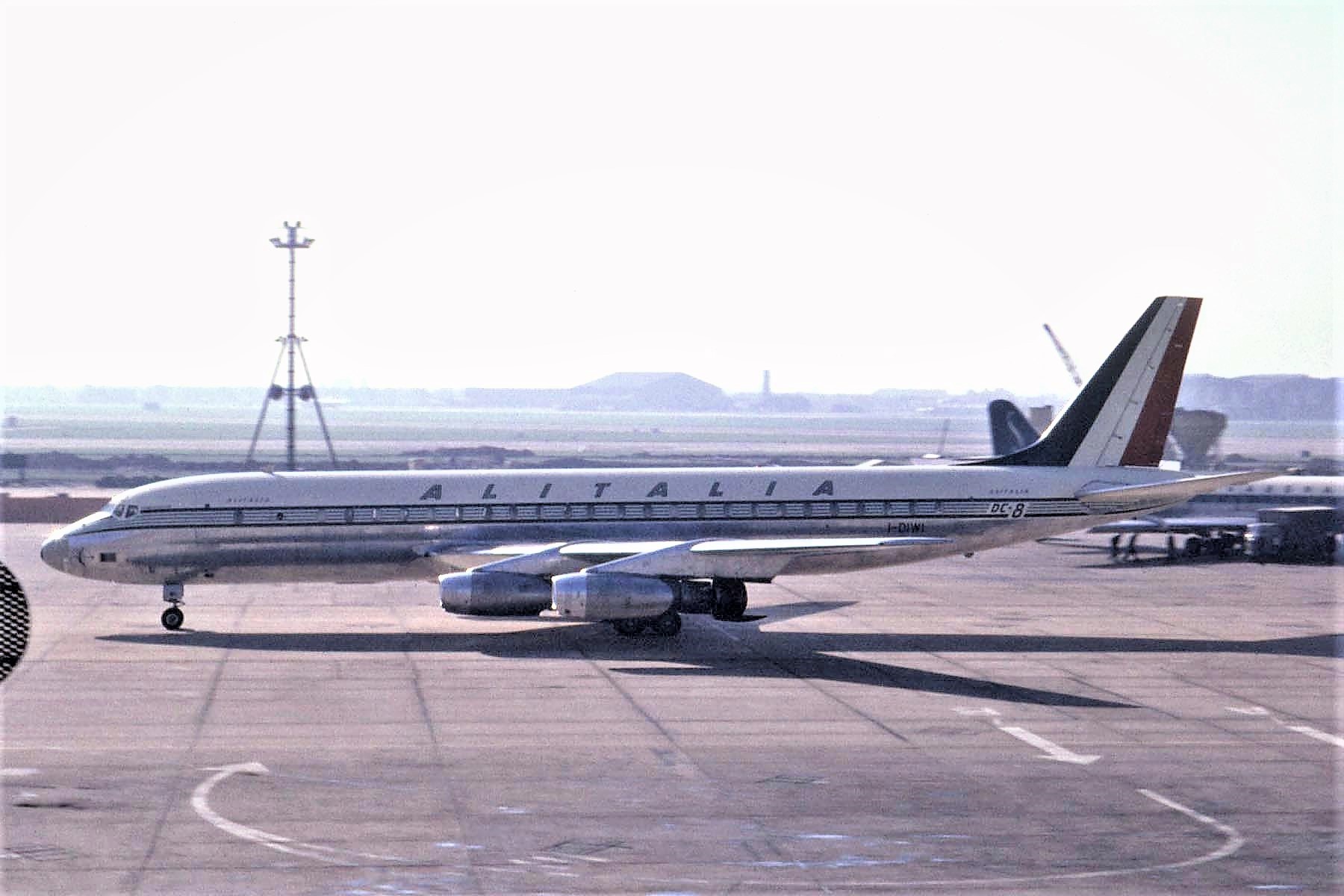
Un Douglas DC-8 à Londres-Heathrow en 1963

L'année 1960 marquera l'affirmation de la compagnie sur la scène internationale avec sa désignation de transporteur officiel des Jeux olympiques d'été de Rome. À cette occasion, la compagnie se dote de ses premiers avions à réaction, des Douglas DC-8 et des Caravelle. Elle s’éloigna de ses investisseurs britanniques dans les années 1960 pour devenir une compagnie entièrement à capitaux italiens à la fin de la décennie. La compagnie dépasse alors le million de passagers transportés dans l'année. Sa base est déplacée de l'aéroport de Rome Ciampino au nouvel aéroport de Rome Fiumicino, ouvert le 11 janvier 1961.
Le 3 juin 1964, la compagnie crée une filiale à Naples baptisée ATI - Aero Trasporti Italiani, pour assurer les liaisons nationales. En 1965, la compagnie dépasse les 3 millions de passagers transportés. De nouveaux avions enrichissent la flotte, les DC-9/30 sur lesquels des repas chauds sont servis. En 1967, Alitalia abandonne son siège historique dans le quartier romain de Parioli, Via Maresciallo Pilsudski, et se transfère dans le gratte-ciel de l'EUR.
En 1969, Alitalia est la première et la seule compagnie aérienne en Europe à disposer d'une flotte composée uniquement d'avions à réaction. Elle adopte également une nouvelle identité visuelle. Jusqu'à présent, les livrées comportaient les couleurs blanc et gris sur le fuselage, avec un bandeau de cinq lignes bleu ciel et deux noires au niveau des hublots. Sur la queue, figure le drapeau italien et le nom ALITALIA en majuscules est inscrite au centre du fuselage, au-dessus de la rangée de hublots. L'ancien logo avec sa flèche ailée est remplacé par la lettre A, prenant la forme de la queue de l'avion avec les couleurs du drapeau italien. Le fuselage est désormais entièrement blanc avec une large bande verte (en jargon cheatline) au niveau des hublots.
Le 5 juin 1970, le premier Boeing 747, baptisé "Neil Armstrong", est mis en service. Il assure la liaison Rome-New York. En 1973, la compagnie met en service sur les liaisons intercontinentales les trimoteurs McDonnell Douglas DC-10. La même année, Alitalia ouvre des liaisons vers l'Extrême-Orient et dessert Tokyo.
Mais la dérégulation internationale des années 1970 fut assez rude pour la compagnie. Elle rata ses différentes tentatives de diversification dans le tourisme ou au travers de compagnies plus petites comme Aermediterranea, formée en mars 1981 (55 % du capital appartenant à Alitalia et 45 % à ATI) avec sept DC-9-30 provenant de la flotte Alitalia.
En 1980, Alitalia inaugure sa propre école de vol à Alghero, en Sardaigne. En 1982, Alitalia passe le cap des 10 millions de passagers transportés. La flotte s'enrichit des nouveaux McDonnell Douglas MD-80 et Airbus A300/B4.
Dans les années 1990, Alitalia transportait plus de 28 millions de passagers par an, mais les tensions syndicales et le plan d'investissements massifs ont produit des résultats très décevants.

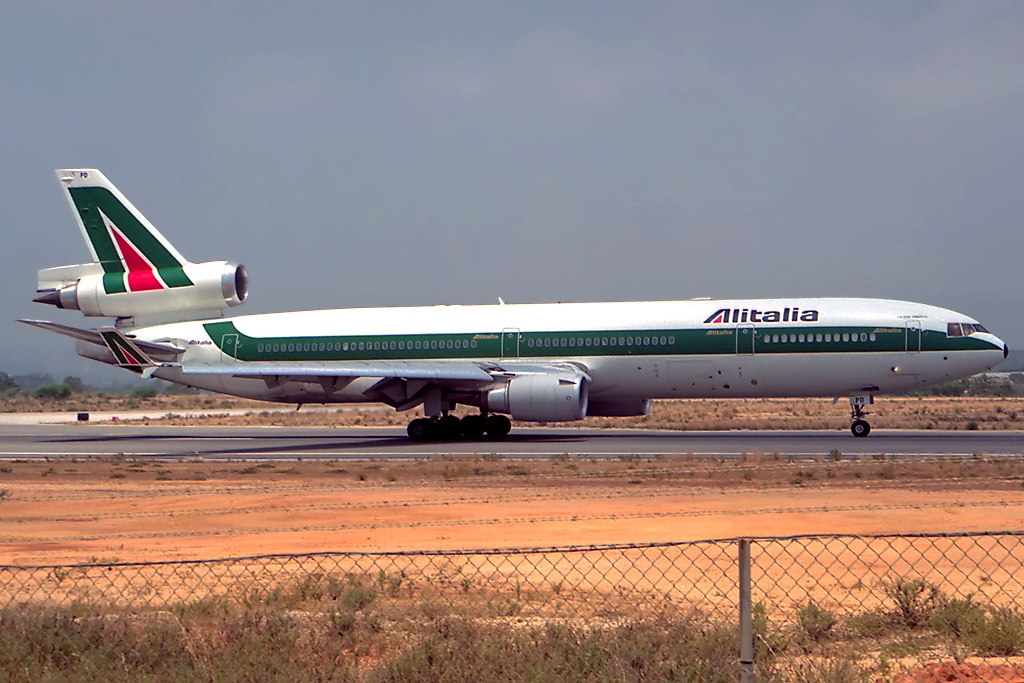
Un McDonnell Douglas MD-11 d'Alitalia

En juin 1991, le siège social d'Alitalia est transféré dans le nouveau "Centro Direzionale" (NCD) de la Magliana, à Rome. La flotte s'enrichit encore avec les nouveaux appareils McDonnell Douglas MD-11 et les Airbus A321 en 1994 pour développer les liaisons moyens courriers. La compagnie dépasse les 20 millions de passagers transportés.
En 1993, Alitalia transporta 38,7 % des passagers des vols internationaux et fut classée la troisième compagnie aérienne européenne après Lufthansa et British Airways. En 1995, Alitalia a transporté un voyageur italien sur deux qui a pris un avion.
Le 1er novembre 1996, sa filiale Avianova fut baptisée Alitalia Team, pour la gestion des liaisons moyens et longs courriers a bas coût disposant de 9 ATR-42, 4 ATR-72, 5 Fokker 70, 1 Boeing 767, 14 Airbus A321 et 7 MD-82 (ces trois derniers types d’avions étant prêtés par la maison mère). Elle inaugure son premier site web. En 1997, Alitalia crée Alitalia Express, pour développer le transport régional. Alitalia Team S.p.A. a fini par être absorbée avec Alitalia S.p.A. alors qu’Alitalia Express S.p.A. subsiste en tant que société mais sans avoir une importante autonomie d’image.
En 1996, le CEO Domenico Cempella propose un plan de développement ambitieux qui prévoit une association avec la compagnie néerlandaise KLM et l'ouverture du nouveau Hub à Malpensa. L'association avec KLM amène la création de deux co-entreprises, l'une pour le transport des passagers, l'autre pour le fret qui devaient être la première étape avant la fusion des deux compagnies. Mais en 2000, la compagnie hollandaise rompt unilatéralement ses engagements. Alitalia engagera alors une action légale avec un arbitrage international qui condamnera en 2002 la compagnie KLM à verser une indemnité à Alitalia d'un montant de 250 millions d'euros. KLM sera absorbée par Air France en 2003.

### Premières difficultés et entrée dans SkyTeam
Après un mariage avorté avec KLM en 2001, Alitalia est entrée dans une spirale descendante, aggravée par la réduction du marché après le 11 septembre 2001, avec pour l’exercice 2003 une marge opérationnelle négative, égale à -9,4 % du chiffre d’affaires. Une des causes qui a provoqué la grave crise qu'a connue la compagnie italienne Alitalia, à partir du milieu des années 1990, est certainement l'ouverture des marchés imposée par l'Europe, notamment l'ouverture à la concurrence des liaisons nationales avec l'apparition de compagnies étrangères à très bas coûts qui ne devaient pas supporter de charges sur les salaires. Les attentats du 11 septembre 2001 à New York ont fait chuter de façon immédiate et très importante la fréquentation sur les vols intercontinentaux, une spécialité d'Alitalia ce qui l'a empêchée d'investir pour adapter son offre à la nouvelle demande des passagers.
Cette même année, Alitalia signe un accord de coopération avec Air France et entre dans l'alliance SkyTeam créée un an plus tôt, une des principales alliances entre compagnies aériennes dont les membres étaient alors Air France, Aeroméxico, Delta Air Lines, Korean Air et CSA Czech Airlines. L'accord avec la compagnie nationale française prévoyait une participation croisée à hauteur de 2 % du capital de chacun ce qui permettait aux dirigeants de chacune des compagnies de faire partie du Conseil d'Administration de l'autre. Francesco Mengozzi, alors PDG d'Alitalia, confirmé dans ses fonctions par le Gouvernement Berlusconi II, voulait œuvrer pour une fusion avec Air France qui aurait donné à l'IRI 35 % du capital du nouveau groupe mais le gouvernement italien refusa cette disposition. Cet accord commercial prévoit notamment de développer un système multi hub, basé sur les aéroports de Roissy-Charles-de-Gaulle, de Milan Malpensa, de Rome Fiumicino et le développement du partage de code en Europe et dans les vols intercontinentaux. Pour les vols entre l’Italie et la France, les compagnies opèrent en coentreprise. Il y a actuellement[Quand ?] 582 vols hebdomadaires dont 30,6 % sont assurés par Alitalia, mais Cimoli a récemment souhaité que ce partage des vols soit mieux équilibré.

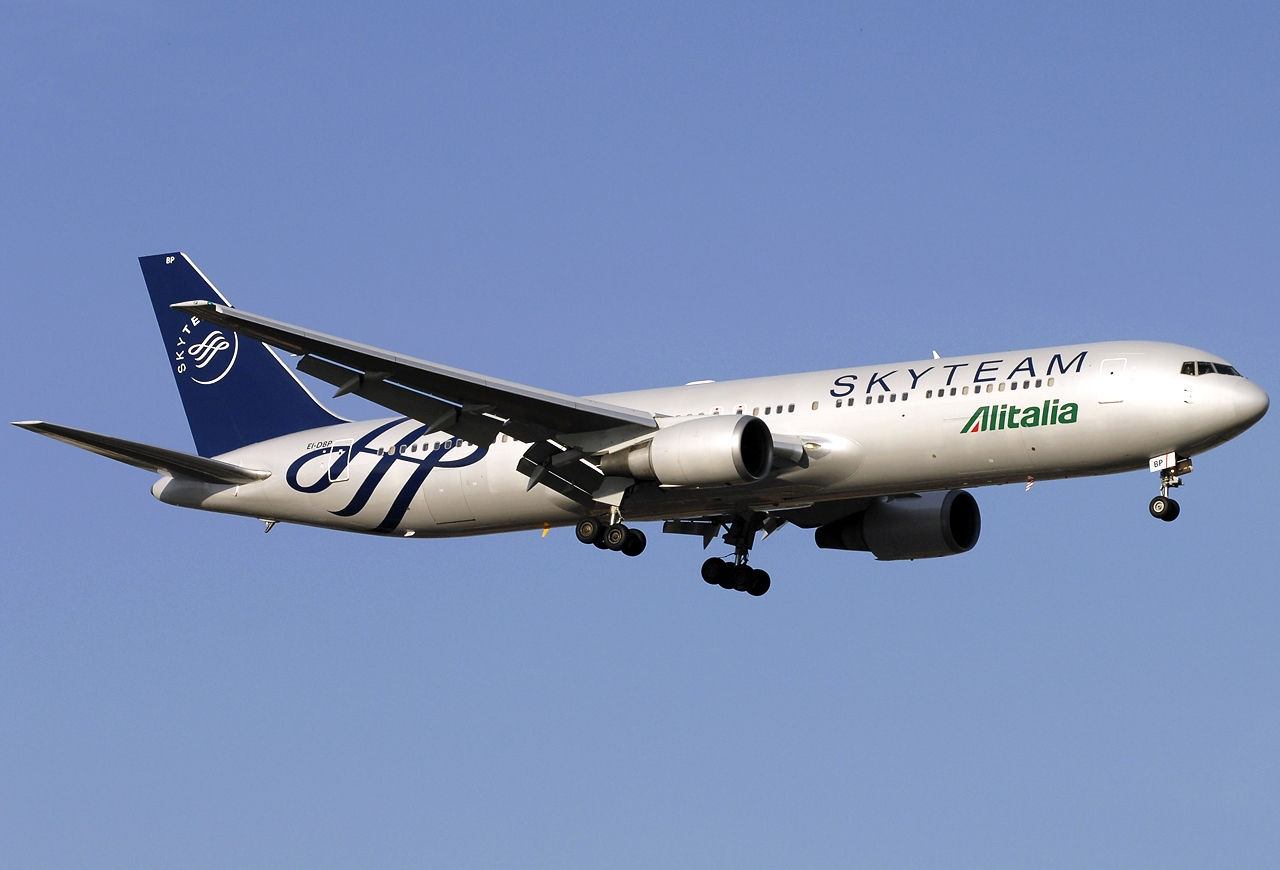
La livrée SkyTeam du Boeing 767 d'Alitalia

En 2002, Alitalia met en service les nouveaux appareils  Boeing 777-200ER en remplacement des anciens Boeing 747. En janvier 2004, le groupe Alitalia comptait 21 294 salariés dont 4 418 assistants de vol et une flotte de 157 appareils plus 3 en commande. Le capital était détenu en majorité par l'État italien (62,4 %), d'autres actionnaires comme les salariés disposaient de 3(35,6 %) et Air France (2 %). le groupe Alitalia comprenait la compagnie Alitalia et ses filiales Alitalia Express (100 %),
Alitalia Team (100 %), Eurofly (20 %).
Pour redresser cette société publique en grande difficulté économique depuis 2003, le gouvernement italien a d'abord désigné en mai 2004 Giancarlo Cimoli, précédemment président des Ferrovie dello Stato (chemins de fer), comme président et administrateur délégué (qui a tenu ce poste jusqu'en février 2007). Plus de 5 000 licenciements ont été envisagés pour éviter la faillite de la compagnie (chiffre ensuite réduit à 3 500 seulement après accord avec les syndicats fin septembre 2004). Massimo Chieli, le directeur des ressources humaines, a détaillé le plan de relance, en précisant que la compagnie aérienne serait divisée en deux sociétés : Alitalia Fly (11 700 employés) pour le transport proprement dit, et Alitalia Service (9 000 employés) pour les activités au sol. C’est à partir de cette scission que serait pratiquée, entre 2005 et 2006, le dégraissage concernant un quart des effectifs : 1 570 suppressions d’emplois pour Alitalia Fly, dont 450 pilotes et 1 050 personnels navigants commerciaux (PNC : hôtesses et stewards) et 3 430 chez Alitalia Service. Une bonne partie des activités de cette dernière filiale devrait être externalisée. L’objectif est d’économiser chaque année environ 315 millions d’euros sur la masse salariale et de rapprocher les coûts d’exploitation d’Alitalia de ceux des compagnies européennes équivalentes.
En 2005, Alitalia remporte l'adjudication lors de la vente du groupe aérien italien Volare SpA qui contrôlait la compagnie aérienne à bas coût Volare Airlines et la compagnie de charters Air Europe. Cette même année, la compagnie revoit très légèrement son identité visuelle avec notamment un nouveau logo et des écritures moins anguleuses.
À la suite d’un séminaire gouvernemental franco-italien de janvier 2005, la reprise de l’alliance entre le groupe Air France et Alitalia a été confirmée par les deux gouvernements. « L’Alitalia a ses problèmes à résoudre et nous les résoudrons », a déclaré Silvio Berlusconi, et ensuite on se dirigera vers l’intégration pour créer une unique compagnie franco-italienne, propos confirmés par Jean-Pierre Raffarin. L’administrateur délégué, Giancarlo Cimoli a confirmé ces propos en marge du sommet : « une fois que la société aura une situation plus positive d’un point de vue comptable, elle vaudra davantage et elle ira vers l’alliance avec KLM et Air France ».
En novembre 2005, Air France a annoncé qu'elle participerait à l'augmentation de capital prévue en décembre de façon à ne pas diluer sa participation de 2 % qu'elle souhaitait maintenir.
Une augmentation de capital pour redresser les finances de la compagnie s'est déroulée du 14 novembre au 2 décembre 2005, selon les résultats provisoires communiqués par Monte Titoli S.p.A., les parts souscrites représentent 1 250 160 756 sur un total de 1 257 562 072 parts proposées, pour une valeur totale de 1 000 128 604,80 euros (99,4 % de l'offre).

### Poursuite des difficultés et privatisation
La crise s'accentue en 2006, avec un premier semestre catastrophique, avec pour conséquence une perte de 10 % de sa valeur en bourse en une journée le 13 septembre 2006. La compagnie souffre d’une taille trop petite, de l’éclatement de ses activités sur deux plates-formes principales (hubs), Milan-Malpensa et Rome-Fiumicino, et de la situation excentrée de l’Italie pour les lignes transatlantiques. Elle est en outre durement attaquée par les compagnies à bas coûts — à l’international, telle Ryanair qui assure 13 % des liaisons internationales de et vers l’Italie (contre 20 % pour Alitalia) et sur le marché national, par des compagnies comme Meridiana ou Air One, où sa part de marché n’excède pas 50 %.
En fin d'année 2006, le Gouvernement Prodi II décide de privatiser la compagnie, en vendant 30,1 % (puis 39,9 %) du capital, ce qui obligeait l'acquéreur à exercer une OPA. Le 13 février, le Trésor public italien annonce que seuls 5 candidats (sur 11) sont invités à préciser leur offre pour la mi-avril en matière de privatisation. Ces repreneurs étaient :
- AP Holding de Carlo Toto, propriétaire d'Air One ;
- M&C Management & Capitali Spa - Cerberus European Investments LLC - ELQ Investors Ltd - Lefinalc Spa (ce dernier avec à la tête Alcide Leali) ;
- MatlinPatterson Global Advisers LLC ;
- Texas Pacific Group Europe LLP ;
- Unicredit Banca Mobiliare Spa.

L'appel à candidatures échoue après huit mois de délai pendant lesquels tous les candidats potentiels se sont retirés. En janvier 2007, Air France renonce dans un premier temps à participer à cet appel d'offres et la fusion n'est plus à l'ordre du jour. Les accords de coopération de 2001 et 2003 restent toutefois en vigueur. Le 14 février 2007, le ministre italien de l'Économie annonce que d'une deuxième phase durera 9 ou 10 semaines et se terminera à la mi-avril avec l'évaluation des offres préliminaires. Le contrat de privatisation devrait être conclu pour la mi-juin. La meilleure offre économique ne sera pas « le premier élément d'évaluation » afin de choisir l'acquéreur. Il précise que l'État italien achète en quelque sorte un plan industriel avec ses qualités. Le ministre a rappelé qu'Alitalia a accumulé des pertes entre 1996 et 2006 égales à 3,2 milliards tandis que les actionnaires ont versé 4,5 milliards d'euros. Le Trésor n'exclut pas de conserver une quote-part mais l'État italien cédera bien le contrôle de la compagnie.
La compagnie aérienne russe Aeroflot a exprimé en avril 2007 son souhait de devenir copropriétaire d'Alitalia : cette nouvelle a été rendue publique par Unicredit, un des principaux groupes financiers d'Europe doté de 1 000 milliards de dollars d'actifs et associé de la compagnie aérienne russe dans le projet. Le directeur général d'Aeroflot, Valeri Okoulov, a déclaré qu'un troisième partenaire pourrait rejoindre le tandem Aeroflot-Unicredit. La compagnie russe et Unicredit se sont retirés de la course le 27 juin 2007, faute d'informations fiables.
Le 1er août 2007 un nouveau PDG est nommé en remplacement de M. Libonati, Maurizio Prato qui est chargé par le Ministère des Finances de poursuivre la voie de la privatisation de la compagnie. Il fait valider par le Conseil d'Administration du 30 août le retour de la compagnie sur un seul hub de Rome Fiumicino ainsi que la réduction importante de la base de Milan Malpensa. Le quasi-abandon du hub milanais lui vaudra une action judiciaire de l'exploitant de l'aéroport, la SEA, et une réclamation de 1,25 milliard d'indemnités pour préjudice. La société a été déboutée.
Lors de la seconde tentative de privatisation, plusieurs compagnies internationales se sont portées candidates : Air France-KLM, Lufthansa, AP Holding (propriétaire de la compagnie Air One), Aeroflot ainsi qu'un groupement d'entrepreneurs italiens conduit par Antonio Baldassarre, Directeur Général de la RAI pendant le Gouvernement Berlusconi II.
Le 21 décembre 2007, le conseil d'Administration d'Alitalia choisit Air France-KLM comme interlocuteur privilégié pour engager les discussions concernant son offre de prise de participation,. Le 15 mars 2008, Alitalia accepte l'offre d'Air France-KLM qui prévoit une offre publique d'échange de 100 % des actions Alitalia avec l'échange de 160 actions Alitalia pour une action Air France-KLM ainsi qu'une offre publique d'achat de la totalité des obligations convertibles Alitalia. Tout cela évaluait le montant de la compagnie à 1,7 milliard d'euros en incluant la recapitalisation à hauteur de 1 milliard, 138.5 millions pour l'achat des actions Alitalia, valorisées à 0,099 euro chacune et 608 millions pour les obligations convertibles. L'offre était aussi soumise à conditions : obtenir l'accord complet des syndicats, l'engagement écrit du gouvernement italien à maintenir en l'état les droits du trafic d'Alitalia, (NDR : obligation de la Loi italienne de maintenir la continuité territoriale avec les îles réservé aux compagnies nationales aérienne et maritime avec les subventions pour que les passagers ne payent pas la distance effectuée en mer), la signature d'un accord avec la société de services "Aéroports de Rome" sur les niveaux de services nécessaires pour la mise en œuvre du plan d'affaires 2008-2010, un accord avec Fintecna et Alitalia Servizi qui prévoit le retour au sein d'Alitalia d'activités comme la maintenance et les services à terre, la renégociation de certaines clauses des contrats de service et le retrait du contentieux avec la SEA. Les exigences françaises devaient être réglées avant le 31 mars 2008. Pour la compagnie italienne Alitalia, il était prévu qu'elle garde son autonomie, son identité strictement italienne, sa marque, son logo et sa livrée. Il était prévu un plan de réduction de 2 100 salariés. En échange de quoi, comme imposé dans le cahier des charges, l'État italien garderait une participation de 1,4 % du capital du nouveau groupe franco-italo-hollandais et un conseiller pendant les 6 premières années dans le  Conseil d'administration de la nouvelle Alitalia. La flotte serait réduite à 149 appareils. Le nouveau groupe disposerait de trois bases, Amsterdam, Paris et Rome.
Lors de la campagne électorale en Italie de mars 2008, Alitalia est le thème économique principal. Le 2 avril 2008 le PDG Maurizio Prato démissionne. Cette décision fait suite à la déclaration de Silvio Berlusconi qui se refusait à garantir qu'en cas d'une nouvelle désignation comme chef du gouvernement, il aurait validé de telles conditions de vente de la compagnie nationale. Le gouvernement italien, conduit par Romano Prodi repousse sa décision ce qui permet au PDG d'Air France-KLM, Jean-Cyril Spinetta d'annoncer le 21 avril le retrait de l'offre française. Le lendemain de l'annonce française, le Conseil des ministres italien publie un décret qui concède un prêt de 300 millions d'euros à la compagnie aérienne nationale italienne à rembourser avant le 31 décembre,.
Le gouvernement italien et la compagnie confient une mission de conseil à la banque Intesa Sanpaolo pour définir la procédure à suivre pour relancer une nouvelle fois la privatisation de la compagnie Alitalia. De fortes rumeurs laissaient entendre que la meilleure solution serait de placer la société sous administration judiciaire, dans le cadre de la Loi Marzano, et de fusionner Alitalia avec Air One. La mission de la banque expirait fin août.
Le 30 juillet, le plan de la banque nommé Fenice est débattu lors du Conseil d'Administration d'Alitalia. Le projet prévoit de créer une nouvelle société qui reprendrait les actifs de l'actuelle avec une réduction de 3 250 emplois. La nouvelle société aurait comme actionnaire Ap Holding du Groupe de Carlo Toto qui contrôle Air One. Fin août, le Conseil d'administration d'Alitalia dépose auprès du tribunal de Rome une demande de placement en cessation de paiement. La société est alors mise sous administration judiciaire et Augusto Fantozzi est nommé commissaire.
Dans la soirée du lundi 1er septembre 2008, la nouvelle société CAI-Compagnia Aerea Italiana, dirigée par Roberto Colaninno, fait parvenir au commissaire Fantozzi une offre d'achat à Alitalia. Au vu de l'avis favorable des syndicats mais le refus des pilotes et assistants de vol oblige la CAI à retirer son offre d'achat le 18 septembre. Le 15 septembre 2008. la compagnie fortement endettée, y compris pour payer son carburant, obtient la signature d'un plan de restructuration industrielle qui porterait les effectifs de la nouvelle compagnie, baptisée Compagnie aérienne italienne (CAI) et dirigée par Roberto Colaninno à 12 500 salariés au lieu des 19 000 que comptait Alitalia. Ces 12 500 se décomposent en 1 550 pilotes, 3 300 hôtesses et stewards et 7 650 techniciens. Le 22 septembre, le commissaire Fantozzi publie un nouvel appel à candidatures pour le rachat d'Alitalia, mais aucune candidature n'est enregistrée. Le 29 septembre 2008, toutes les parties prenantes, syndicats de salariés et pilotes signent un accord qui permettrait à la société CAI de reprendre la gestion de la société à partir du 1er novembre 2008,.
Selon une enquête du quotidien économique italien Il Sole 24 Ore publiée le 11 septembre 2008, une action Alitalia cotée à la Bourse de Milan, valait 10 euros en 2001 mais seulement 1,57 euro en 2006.
Selon le quotidien économique Il Sole 24 Ore du 18 novembre 2008, le groupe Air France-KLM serait, après de multiples rebondissements, in fine, le partenaire aérien choisi par la CAI, en prenant une participation de 20 % dans la nouvelle compagnie italienne (soit environ 200 millions d'euros). La nouvelle Alitalia, fusionnée avec Air One de Carlo Toto, aura un capital de 1,1 milliard d'euros, financé par la banque d'affaires Mediobanca. Mais le même jour, Silvio Berlusconi, juste après un sommet germano-italien, semble donner sa préférence à une alliance avec Lufthansa : un de ses porte-parole précise juste après que c'est la CAI et non le gouvernement qui négocie cette éventuelle alliance.
Le 20 novembre 2008, Augusto Fantozzi accepte formellement l'offre de la CAI : cette dernière paiera 100 millions d'euros au comptant, 327 millions d'euros étant le complément provisoire à payer dans les six mois (et pour partie, à 24 mois) et 625 millions seront les dettes hypothécaires. Cela représentera 936 millions pour la seule Alitalia, 57 millions d'euros pour Alitalia Servizi, 6 millions pour Alitalia Airport, 20 pour Alitalia Express et 33 pour le groupe Volare. La date de fin des opérations pour Alitalia SpA était prévue au 30 novembre 2008 : à partir du 1er décembre 2008, tous les coûts auraient dû être supportés par la société présidée par Roberto Colaninno. Tous les droits de décollage et d'atterrissage (et tout le trafic) à l'exception du fret sont prévus dans cette acquisition, y compris 93 aéronefs (évalués 625 millions) dont 64 pour lesquels Alitalia est propriétaire (même si certains sont hypothéqués) et 29 en leasing opérationnel. L'activité fret sera cédée à part de même que certaines activités annexes, évaluées entre 500 et 700 millions d'euros.
Le 11 décembre 2008, la société CAI signe, avec la société AP Holding, le rachat des compagnies aériennes Air One, EAS (European Avia Service) et Air One Technic. Après avoir racheté également la compagnie Alitalia, l'ensemble donnera naissance à la nouvelle compagnie aérienne nationale italienne. Le 12 décembre 2008, la Compagnia Aerea Italiana (CAI) signe avec le commissaire Augusto Fantozzi l'achat des actifs d'Alitalia – Linee Aeree Italiane S.p.A. pour un montant de 1,052 milliard d'euros,. Le contrat prévoit que 12 639 salariés d'Alitalia soient réembauchés.
Le 2 janvier 2009, La Repubblica et les autres quotidiens italiens annoncent avec certitude un achat d'Air France à hauteur de 300 millions d'euros, porté ensuite à 323 millions d'euros le 12 janvier 2009, ce qui en fera l'actionnaire principal de la nouvelle compagnie à hauteur de 25 %. Elle disposera de 3 représentants au conseil d'administration et deux au comité exécutif. Début novembre 2010, l'administrateur délégué d'Alitalia, Rocco Sabelli a annoncé qu'il souhaitait que les deux groupes fusionnent, mais les actionnaires s'y opposent pour le moment.
Le 17 décembre 2011, Alitalia a mené des pourparlers à haut niveau sur une possible fusion avec Air France, qui détient déjà le quart du capital de la compagnie aérienne italienne, a rapporté samedi le quotidien Il Messaggero. « La mission d'Alitalia à Paris pour un mariage avec Air France », a titré le journal, expliquant que des responsables d'Alitalia ont rencontré vendredi à Paris le patron du groupe Air France-KLM, Jean-Cyril Spinetta. Gaetano Micciche, responsable de la branche investissement de la banque Intesa Sanpaolo, qui a contribué à la mise au point de l'accord de 2008 qui a sauvé Alitalia d'une imminente banqueroute, participait à ces entretiens, selon le journal.

### Reprise par Etihad Airways

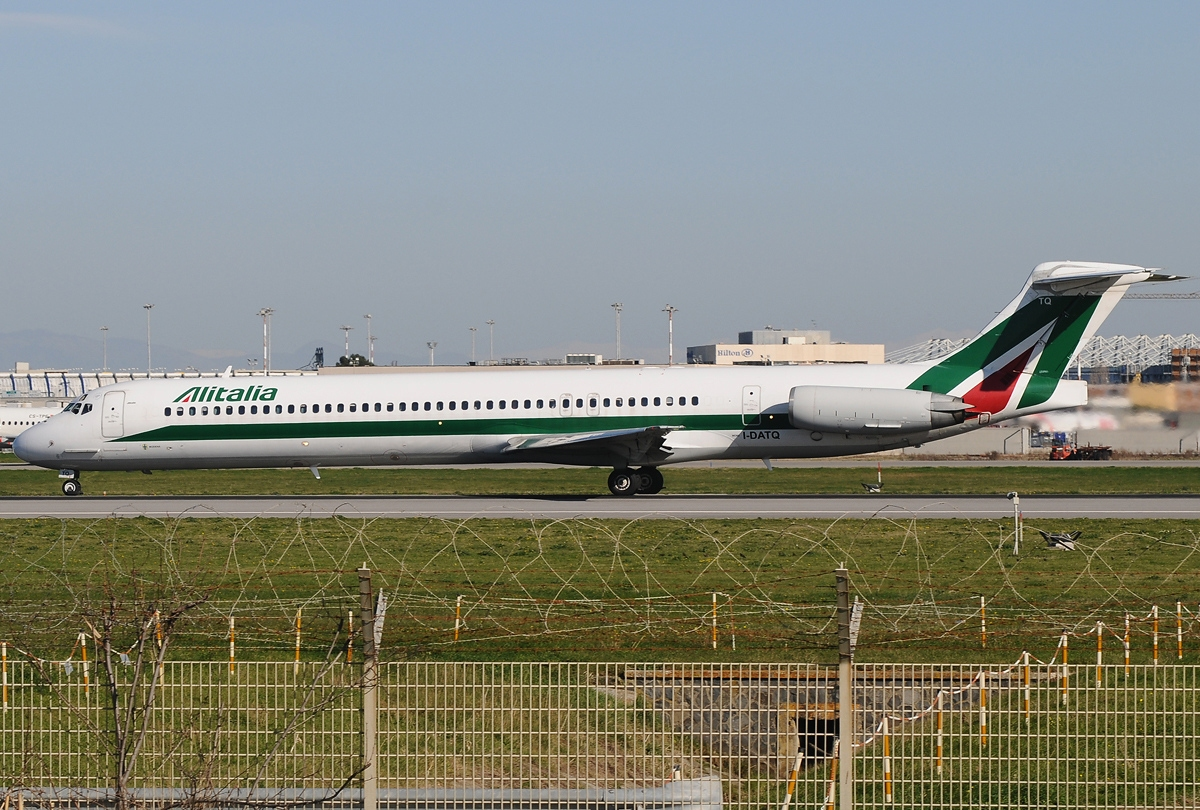
Le McDonnell Douglas MD-82, introduit dans les années 80 et dont le dernier exemplaire a été retiré en 2014

Le 17 novembre 2014, la commission européenne donne son feu vert pour l'entrée au capital de Etihad Airways, compagnie d'Abu Dhabi, à hauteur de 49 %. Cette opération permet un refinancement de la compagnie après plusieurs années de pertes.
En août 2016, la compagnie met en place des partages de codes avec China Southern Airlines et Virgin Australia,.
Cependant une analyse de son bilan publiée par la Repubblica le 24 décembre 2016 (« Alitalia, i conti in picchiata stritolati tra grandi e low cost », E. Livini, p. 22) constate que malgré toutes les restructurations en dix ans sa situation est toujours en rouge (199 millions d'euros en 2015, sans doute plus du double en 2016, tandis que les deux plus mauvaises années de la société ont celles de 2013 et de 2014 avec presque 600 de pertes). En 2007, la compagnie transportait 26 606 000 passagers, elle n'en transporte plus que 22 090 000 en 2015. Rien que sur la ligne Rome-Milan, la compagnie est passée de 2,419 millions de passagers à 1,363 en 2015, notamment en raison de la concurrence du train à grande vitesse. La compagnie ne dispose plus que de 122 aéronefs (au lieu de 186) et n'offre que 16 % de ses places de vol à l'intercontinental, taux inférieur à celui des principales compagnies européennes et même inférieur au 17 % de Lufthansa mais qui a elle le quintuple des vols italiens.

### Rejet du plan de relance par les salariés
En mars 2017, Alitalia annonce la suppression de 2 500 emplois, dans un contexte de restructuration de sa dette (fin février 2017, la dette s'élève à 3 milliards d'euros).
Le plan est rejeté majoritairement par les salariés en avril 2017. Le conseil d'administration réuni le 25 avril 2017 décide d'activer une procédure administrative de sauvegarde, préparant une reprise ou une liquidation. Les actionnaires sont convoqués à une assemblée générale extraordinaire prévue le 27 avril 2017.
Malgré la situation, la compagnie décide de maintenir ses plans de vols. Dans le détail, 67 % des 6 816 salariés ont rejeté le plan social négocié entre l'entreprise et les syndicats. Il prévoyait 1 700 suppressions d'emploi et une baisse de salaire de 8 %. Le quotidien italien La Stampa émet l'hypothèse d'une cession des parts détenues par Etihad Airways à Lufthansa.
En mai 2017, la société est mise sous tutelle par le gouvernement.
Le 15 juillet 2019, la société italienne des chemins de fer Ferrovie dello Stato Italiane, le groupe Atlantia, qui appartient à la famille Benetton, et la compagnie américaine Delta annoncent reprendre ensemble Alitalia. L’État continuera d'avoir la majorité absolue dans l'entreprise. Le nouveau plan industriel prévoirait une réduction de la flotte de 117 à 102 d'ici 2023, et un plan social incluant la suppression de 740 emplois sur 12 500.

### Re-nationalisation et fin d'Alitalia
En avril 2020, le ministre de l'Industrie, Stefano Patuanelli annonce que le gouvernement italien prendra en juin le contrôle total d'Alitalia, que la crise du coronavirus a poussé à la faillite.
Alitalia a cumulé des pertes de 11,4 milliards d'euros entre 2000 et 2020 et a dû être placée sous tutelle de l'administration publique en 2017. Depuis cette date, l'État a cherché en vain des repreneurs.

### Nouvelle compagnie aérienne nationale ITA (Italia Trasporto Aereo)
En juin 2021, le gouvernement Italien annonce que la compagnie est remplacée par ITA : Italia Trasporto Aereo.
Après avoir obtenu l'autorisation de l'Union européenne, le gouvernement italien crée ITA Airways pour reprendre l'activité d'Alitalia. Cette dernière cesse son activité le 14 octobre 2021 et la nouvelle compagnie commence ses opérations le lendemain,.

## Identité visuelle (logotype)

1969 – 2005
2005 – 2015
2015 – 2017
2017 - 2021

## Partage de codes
En août 2016: (*membres de Skyteam)
- Aeroflot
- Aerolineas Argentina*
- AeroMexico*
- AirBaltic
- Air Corsica
- Air Europa*
- Air France*
- Air Serbia
- Azerbaijan Airlines
- Bulgaria Air
- China Airlines*
- China Eastern Airlines*
- China Southern Airlines
- Croatia Airlines
- Cyprus Airways
- Czech Airlines*
- Delta Air Lines*
- Etihad Airways
- Garuda Indonesia*
- Gol Transportes Aereos
- Kenya Airways*
- KLM*
- Korean Air*
- Kuwait Airways
- Luxair
- Montenegro Airlines
- Middle East Airlines*
- Saudi Airlines*
- Sri Lankan Airlines
- Tap Portugal
- Tarom*
- Uzbekistan Airways
- Vietnam Airlines*
- Virgin Australia[50]
- Xiamen Airlines*

## Flotte
| Type             | En service | Commandes | Passagers | Passagers       | Passagers | Passagers | Routes   | Remarques                                                 |
| Type             | En service | Commandes | Magnifica | Premium Economy | Economy   | Total     | Routes   | Remarques                                                 |
| ---------------- | ---------- | --------- | --------- | --------------- | --------- | --------- | -------- | --------------------------------------------------------- |
| Airbus A319      | 22         | —         | —         | —               | 138       | 138       | moyen    |                                                           |
| Airbus A320      | 35         | —         | —         | —               | 174       | 174       | moyen    |                                                           |
| Airbus A320      | 3          | —         | —         | —               | 180       | 180       | moyen    |                                                           |
| Airbus A321      | 5          | —         | —         | —               | 200       | 200       | moyen    | Seront retirés de la flotte d'ici à 2020                  |
| Airbus A330-200  | 11         | —         | 20        | 17              | 219       | 256       | long     | EI-DIR en livrée SkyTeam                                  |
| Boeing 777-200ER | 11         | —         | 30        | 24              | 239       | 293       | long     | EI-DDH en livrée SkyTeam                                  |
| Boeing 777-300ER | 1          | —         | 30        | 24              | 328       | 382       | long     |                                                           |
| Embraer 175      | 10         | —         | 12        | —               | 74        | 88        | régional | Exploités par Alitalia CityLiner                          |
| Embraer 190      | 5          | —         | 12        | —               | 88        | 100       | régional | Exploités par Alitalia CityLiner EI-RND en livrée SkyTeam |
| Total            | 103        | —         |           |                 |           |           |          |                                                           |

### Évolution de la flotte entre 2004 et 2013

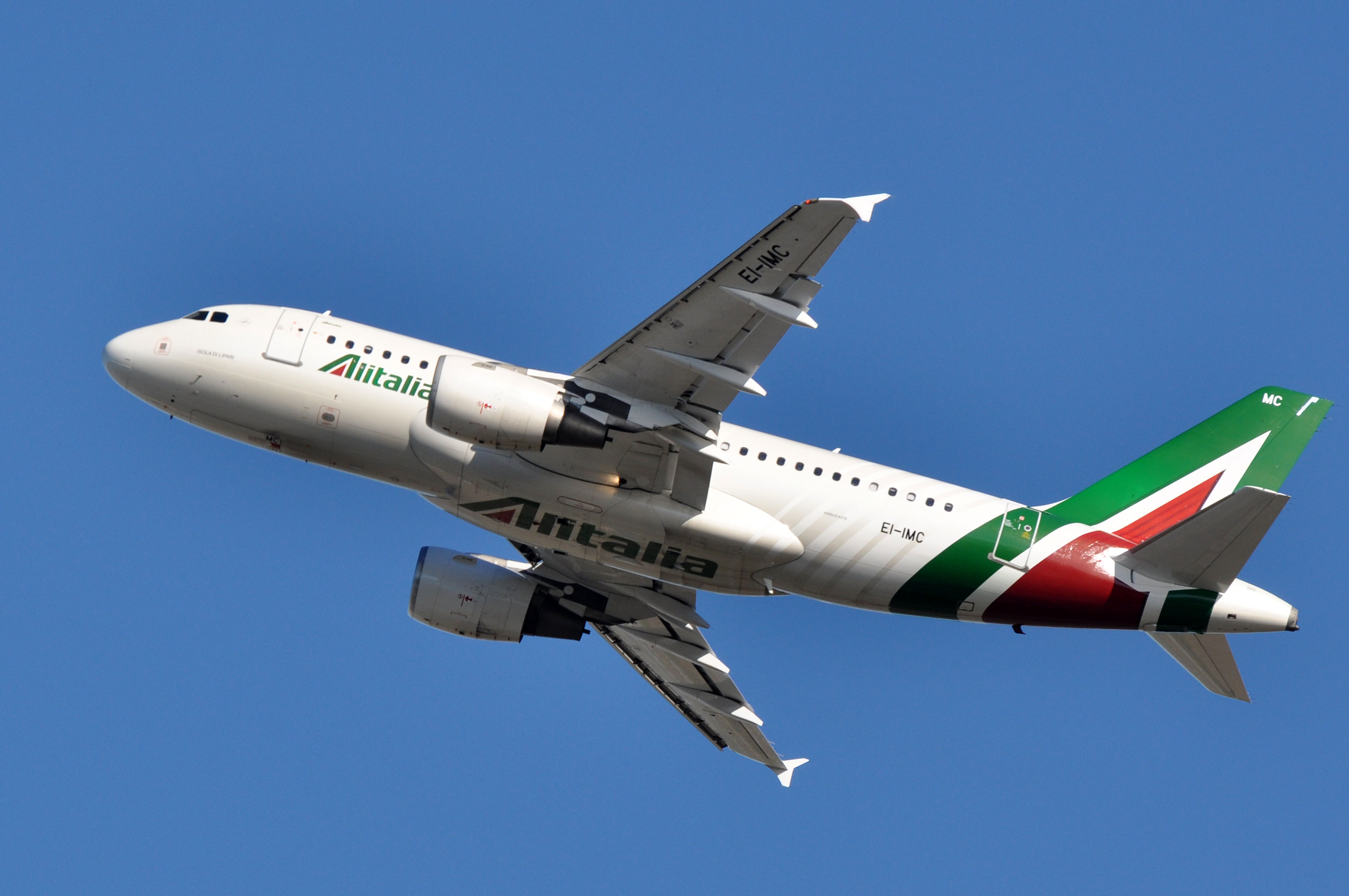
Airbus A319-100 de la compagnie Alitalia.

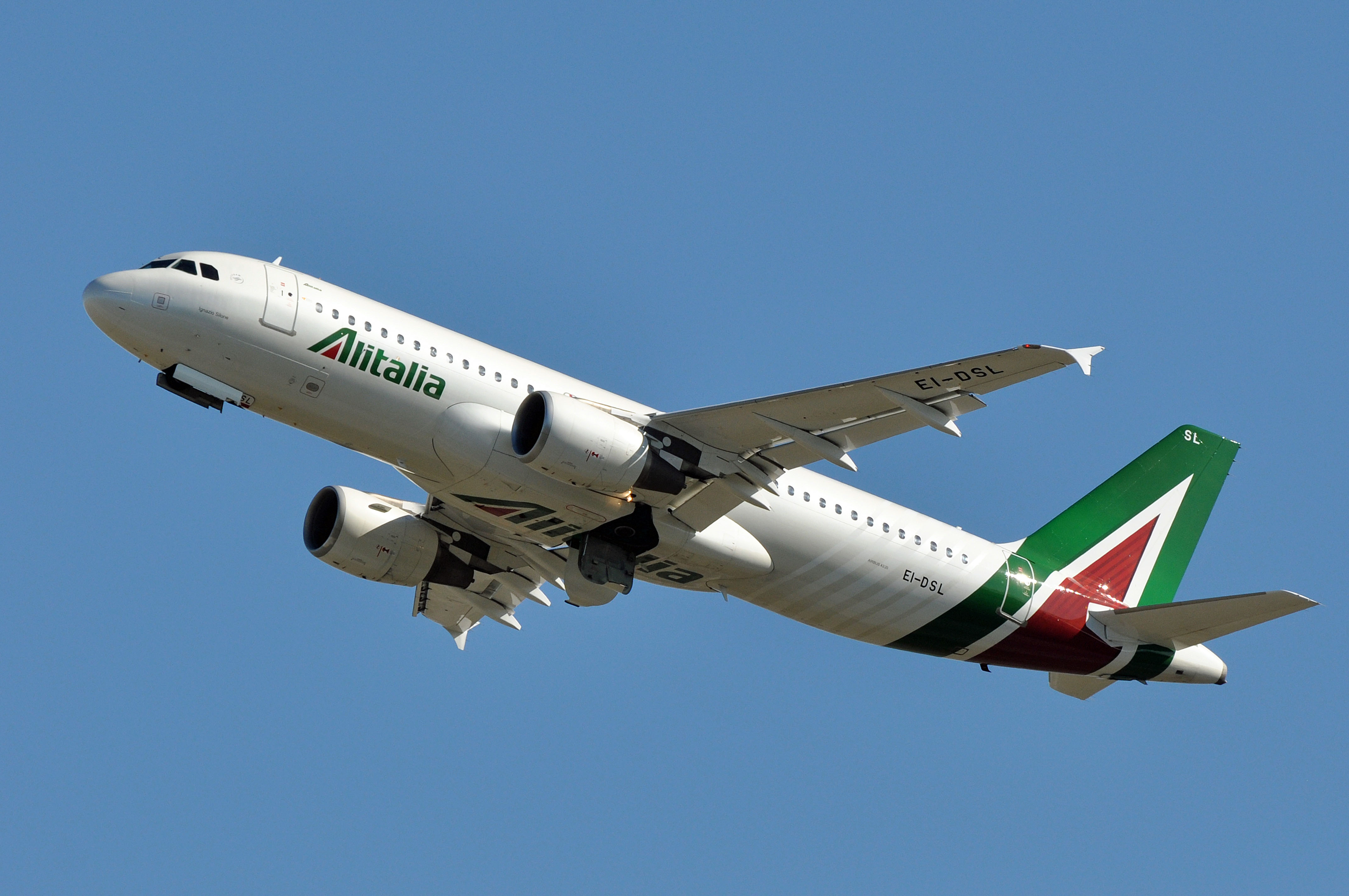
EI-DSL, l'un des Airbus A320-200 d'Alitalia.

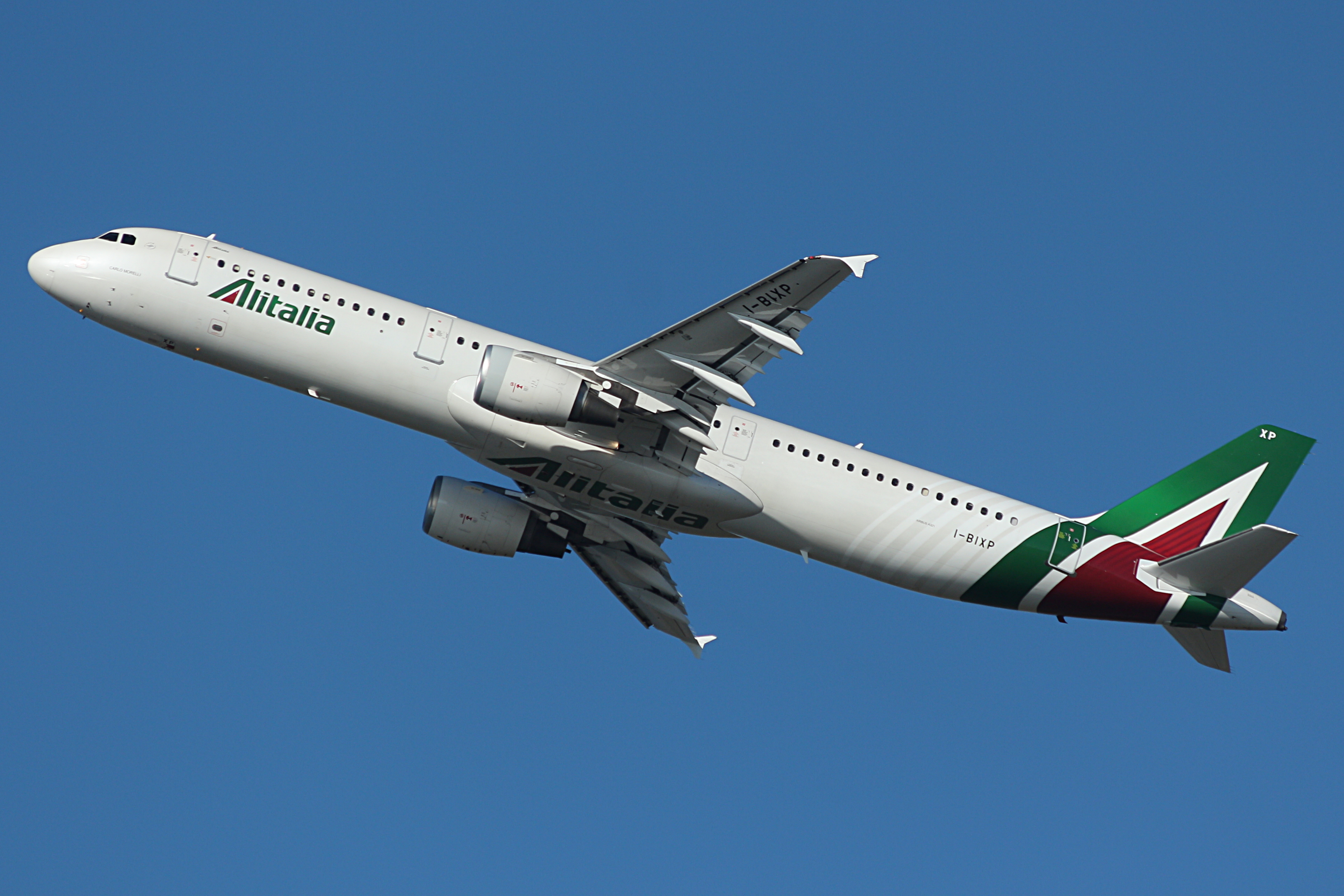
Airbus A321-100 de la compagnie Alitalia.

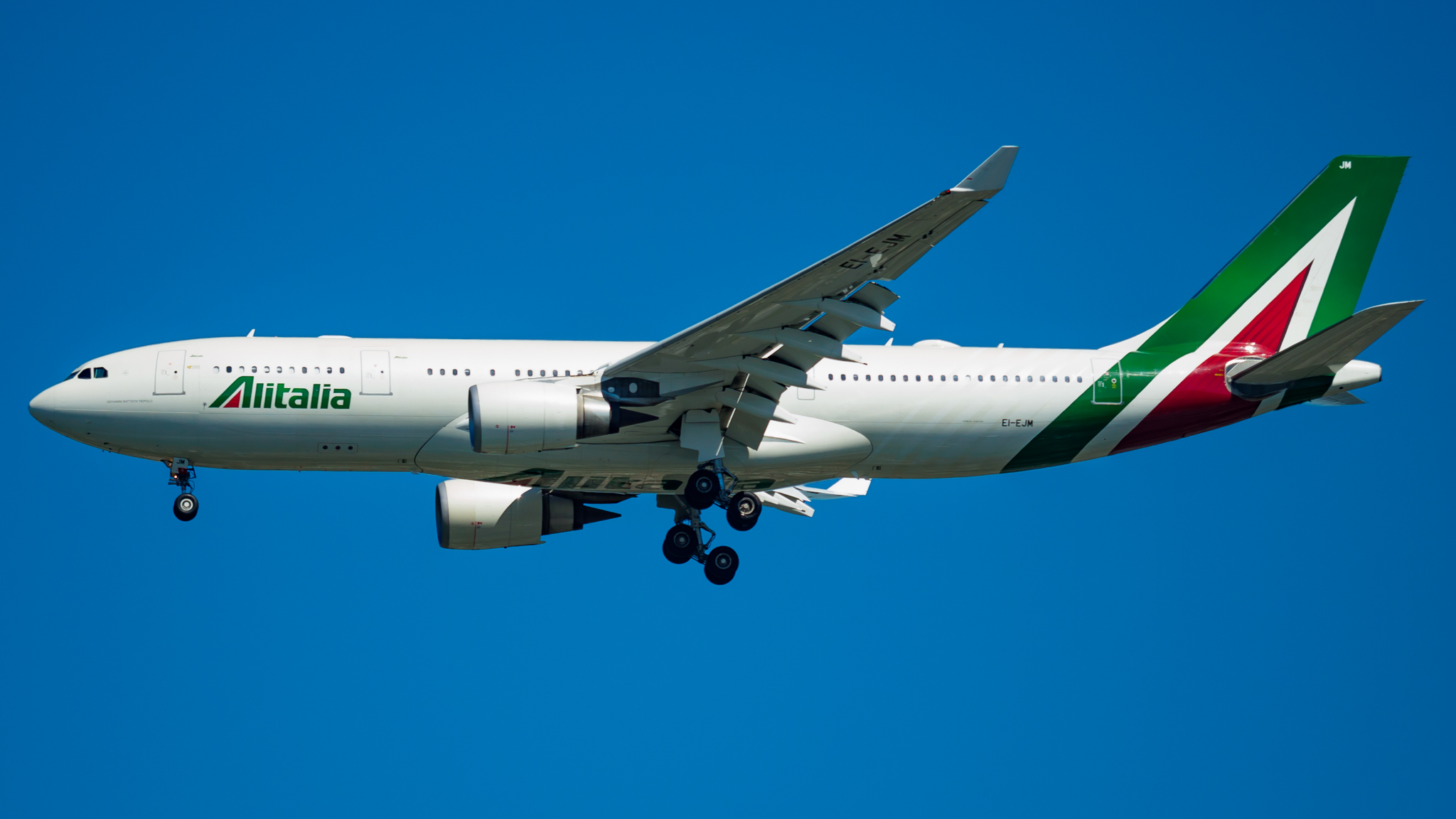
EI-EJM, l'un des Airbus A330-200 d'Alitalia.

Au 23 septembre 2004, elle comprenait 193 aéronefs, dont 23 long-courriers et 170 courts et moyen-courriers. En 2005, elle ne détenait plus que 184 appareils dont 129 qui lui appartiennent en propre. Elle comprend notamment des Boeing 777 et 767, des McDonnell Douglas MD-80, des Airbus 319, 320 et 321, des Embraer et des ATR. Fin 2005, elle semble contrainte d'hypothéquer ses 129 avions afin d'obtenir une ligne de crédit auprès d'une institution financière américaine.
Au 31 mars 2008, sa flotte consiste en 172 (+ 5 du Groupe Volare) avions, 147 court et moyen-courriers et 25 long-courriers. Pour les vols intercontinentaux, Alitalia emploie 10 B-777-200 et 10 B-767-300 dans leur version « extended range » et 5 cargos MD-11. Sur les vols intérieurs et les autres routes, Alitalia utilise 11 A-320, 23 A-321, 12 A-319, 71 MD-80, 10 ERJ-145 et 6 ERJ-170 ainsi que 10 turbopropulseurs ATR-72.
- 23 Airbus A321-100 Alitalia
- 15 Airbus A320-200 : 11 Alitalia et 4 Volare Web (Groupe Volare)
- 12 Airbus A319-100 Alitalia
- 10 ATR 72-200 Alitalia Express
- 10 Boeing 777-200ER Alitalia
- 11 Boeing 767-300ER : 11 Alitalia et 1 Air Europe (Groupe Volare)
- 14 Embraer ERJ-145LR Alitalia Express
- 6 Embraer 170-100LR Alitalia Express
- 71 McDonnell Douglas MD-82 Alitalia
- 5 McDonnell Douglas MD-11 Freighter Alitalia Cargo

La flotte devrait être réduite à 145 unités environ au 1er décembre 2008, lors du lancement de la nouvelle compagnie, la CAI. En janvier 2009, elle comprend donc 148 aéronefs, dont 10 Boeing 777-200 ER, 2 Airbus 330, 6 Boeing 767-300ER, 23 Airbus 321, 38 Airbus 320 (11 livrée Alitalia, 2 livrée Volare Web et 25 livrée Air One), 12 Airbus 319, 23 MD80-82, 18 Boeing 737, 10 Bombardier CRJ 900 et 6 Embraer 170.
La flotte du groupe Alitalia, au 12 janvier 2009 (en incluant les aéronefs d'Air One et de Volareweb) était de 150 aéronefs:
- 85 aéronefs Alitalia (2 A330, 6 B767, 10 B777, 12 A319-112, 11 A320-214, 23 A321-112, 23 MD-80)
- 6 aéronefs Alitalia Express (6 E170-100ST)
- 2 aéronefs Volare (2 A320-214)
- 47 aéronefs Air One (2 A330-202, 26 A320-216, 4 B737-300, 14 B737-400 et 1 RJ-70 en wetlease)
- 10 aéronefs Air One CityLiner (10 CRJ900ER)

En 2009, 9 Airbus A320 sont entrés en service, surtout sur le trajet Linate-Fiumicino. En 2013, Alitalia aura 90 A320 et 12 A330.
Au 31 décembre 2009, sa flotte consiste en 157 avions: 18 long-courrier, 123 moyen courrier et 16 régional:
- 113 aéronefs Alitalia (2 A330-200, 6 B767-300, 10 B777-200, 12 A319, 37 A320-21X, 23 A321, 23 MD-80)
- 6 aéronefs Alitalia Express (6 E170)
- 2 aéronefs Volare (2 A320-214)
- 26 aéronefs Air One (9 A320-216, 3 B737-300, 14 B737-400)
- 10 aéronefs Air One CityLiner (10 CRJ900)

Au 31 décembre 2010, sa flotte consiste en 147 avions: 20 long-courrier, 111 moyen courrier et 16 régional:
- 125 aéronefs Alitalia (4 A330-200, 6 B767-300, 10 B777-200, 12 A319, 52 A320-21X, 23 A321, 18 MD-80)
- 6 aéronefs Alitalia Express (6 E170)
- 1 aéronefs Volare (1 A320-214)
- 5 aéronefs Air One (3 A320-216, 2 A320-214)
- 10 aéronefs Air One CityLiner (10 CRJ900)

Les 25 et 27 octobre 2012, les derniers vols du B767 et du MD82 furent respectivement effectués auprès d'Alitalia. La compagnie profitera désormais de moins de coût d'entretien, grâce à moins de types et à une génération plus moderne de sa flotte.

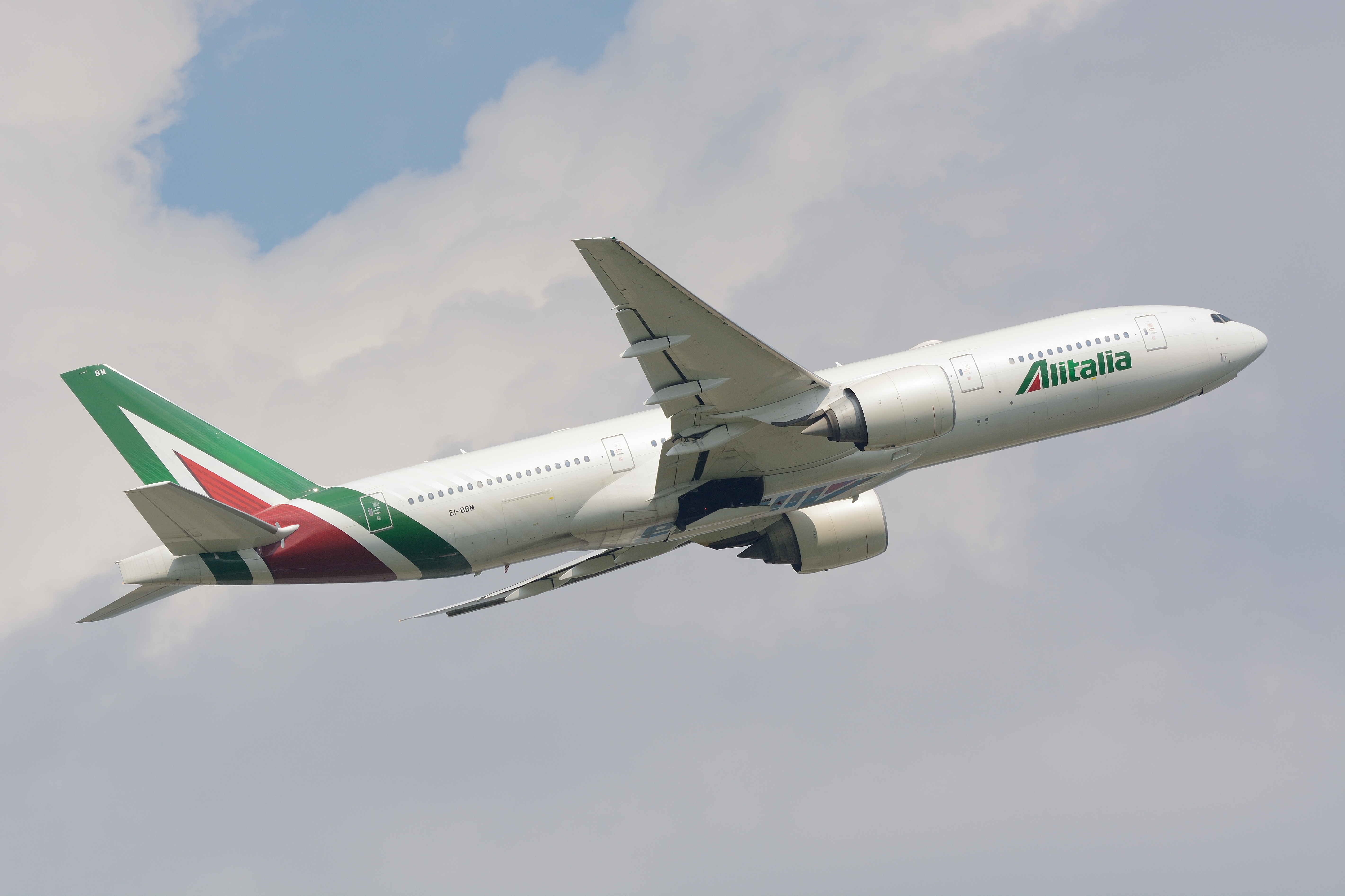
EI-DBM, l'un des Boeing 777-200ER d'Alitalia.

En novembre 2013, la flotte opérationnelle comporte 139 aéronefs, ainsi répartis :
- 10 Boeing 777-200ER, avec 293 passagers
- 12 Airbus A330-200, de 230 à 283 passagers
- 18 Airbus A321, 200 passagers
- 48 Airbus A320, 165 passagers
- 22 Airbus A319, 165 passagers
- 5 Embraer 190, 100 passagers
- 15 Embraer 175, 88 passagers
- 9 Airbus A320 en livrée Air One smart carrier, 165-180 passagers

### Commandes et options (en 2015)
Flotte Alitalia, :
- Airbus A350-841XWB : 12 commandes fermes par Aircraft Purchase Fleet[59] pour Alitalia ;
- Airbus A330-202 : 13 commandes fermes par Aircraft Purchase Fleet[59] pour Alitalia (10 déjà livrés et 3 avions à livrer) ;
- Airbus A319-111 : 10 commandes fermes par Aircraft Purchase Fleet[59] pour Alitalia (8 déjà livrés et 2 avions à livrer) ;
- Airbus A320-216 : 33 commandes fermes par Aircraft Purchase Fleet[59] pour Alitalia (31 déjà livrés et 2 avions à livrer).

Flotte Alitalia CityLiner :
- Embraer 175 : 15 commandes fermes pour Alitalia CityLiner, tous déjà livrés ;
- Embraer 190 : 5 commandes fermes pour Alitalia CityLiner, tous déjà livrés.

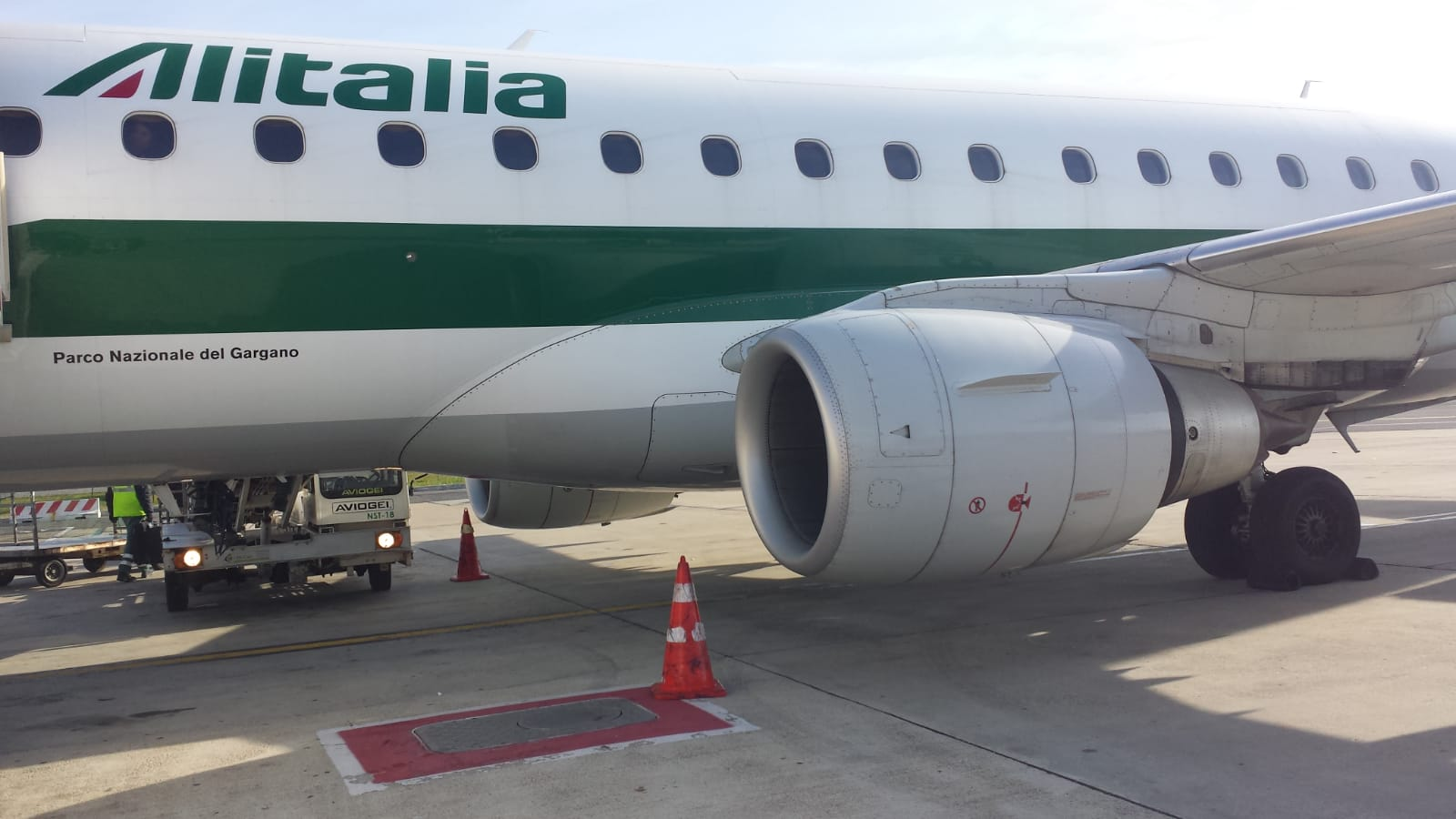
Appareil Embraer « Parco nazionale del Gargano » à l'aéroport de Rome Fiumicino en janvier 2019.

### Classes et cabines
- Magnifica - Business Class : classe affaires sur les destinations intercontinentales avec avions à long courrier.
- Business Class Medium Haul : classe affaires sur les vols internationaux court et moyen-courriers.
- Premium Economy Class : classe économique premium sur les destinations intercontinentales avec avions à long courrier.
- Economy Class : classe économique sur tous les vols[61].

## Accidents et incidents mortels
| Date             | Lieu                                    | Appareil                                     | Numéro de série Immatriculation | Numéro de vol      | Nombre de victimes | Causes |
| ---------------- | --------------------------------------- | -------------------------------------------- | ------------------------------- | ------------------ | ------------------ | --- |
| 27 janvier 1951  | Civitavecchia                           | Savoia-Marchetti SM-95B Ugolino Vivaldi      | 10 (I-DALO)                     | —                  | 14/17              | L'avion est frappé par la foudre en vol et prend feu avant de s'écraser. |
| 21 décembre 1959 | Aéroport international de Rome Ciampino | Vickers 785D Viscount                        | 378 (I-LIZT)                    | Vol d'entraînement | 2/2                | Les pilotes simulaient un atterrissage avec 2 moteurs en panne. La vitesse était trop faible pour pouvoir tenter des manœuvres directionnelles en toute sécurité, l'appareil s'écrasa.                                                                                         |
| 26 février 1960  | Aéroport de Shannon                     | Douglas DC-7C                                | 45231/945 (I-DUVO)              | AZ618              | 34/52              | Juste après le décollage, l'avion perdit de l'altitude pendant le virage amorcé par le pilote. L'aile touche le sol et l'avion s'écrasa. |
| 8 juillet 1962   | Junnar                                  | Douglas DC-8-43                              | 45631/160 (I-DIWD)              | AZ771              | 94/94              | L'avion descendit en dessous de l'altitude minimale requise et percute une montagne. L'enquête conclura à une erreur de navigation de la part du pilote. |
| 28 mars 1964     | Mont Somma                              | Vickers 785D Viscount                        | 328 (I-LAKE)                    | AZ045              | 45/45              | L'avion percute une montagne pendant son approche par des fortes pluies. L'enquête conclura à la mauvaise estimation des conditions météorologiques par les pilotes qui ont continué une approche visuelle au lieu de la faire aux instruments et à une erreur de navigation.  |
| 2 août 1968      | Milan                                   | Douglas DC-8-43                              | 45630/159 (I-DIWF)              | AZ660              | 13/95              | Après une désorientation spatiale au cours de leur approche pour l'aéroport de Milan, les pilotes s'écrasent avec leur avion. |
| 5 mai 1972       | Palerme                                 | Douglas DC-8-43 Antonio Pigafetta            | 45625/144 (I-DIWB)              | AZ112              | 115/115            | L'avion s'écrase contre une montagne lors d'une approche de nuit. |
| 23 décembre 1978 | Palerme                                 | McDonnell Douglas DC-9-32 Isola di Stromboli | 47227/334 (I-DIKQ)              | AZ4128             | 108/129            | L'avion s'écrase dans la mer par une approche de nuit, le pilote se croyant très proche de la piste d'atterrissage. L'aéroport n'était pas équipé de radars suffisants. |
| 14 novembre 1990 | Stadlerberg                             | McDonnell Douglas DC-9-32                    | 47641/746 (I-ATJA)              | AZ404              | 46/46              | L'accident s'est produit pendant la phase d'approche et de descente vers l'aéroport de Zurich et a été causé par le mauvais fonctionnement d'un récepteur de l'Instrument landing system (ILS) ayant entraîné une mauvaise évaluation de l'altitude par le commandant de bord. |
| 25 février 1999  | Aéroport de Gênes-Christophe Colomb     | Dornier 328-110                              | 3054 (I-CPRR)                   | AZ1553             | 4/31               | L'avion ne s'arrêta pas lors de son atterrissage et tomba dans la mer. |

## Groupe

### Alitalia - Linee Aeree Italiane (1947-2009)
Au 10 novembre 2004 a été créée la société ALITALIA Servizi S.p.A., filiale à 100 % d’Alitalia. Cette création est la première action concrète de la nouvelle organisation du groupe pour atteindre son plan industriel 2005-2008.
- Alitalia Express S.p.A. (filiale à 100 %) : compagnie aérienne devenue CAI-First avec six avions en janvier 2009 (Alitalia Team a été fusionnée avec Alitalia en 2002). Capital social : 23 400 000 €.
- Atitech S.p.A. (filiale à 100 %) : manutention et réparation. Capital social : 32 039 941,56 €.
- Alitalia Airport S.p.A. (filiale à 51 %) : assistance au sol. Capital social : 7 650 000 € dont les 3/10e versés.
- GA 2000 Travel Service Ltd (100 %) : vente de billets et services connexes.
- Global Executive Travel Selections Inc. (filiale à 100 %) : vente de billets et services connexes.
- Aviofin S.p.A. (filiale à 100 %) : achat et gestion dans le transport aérien. 516 460 €.
- Alinsurance S.r.L. (Aviofin S.p.A. 88 %, ALITALIA 6 %, Aeroporti di Roma S.p.A. 6 %) : assurances. 104 000 €.
- Alitalia Maintenance Systems S.p.A. (Actionnaires : ALITALIA 60 %, Lufthansa Technik A.G. 40 %) : manutention, révision et réparation. 10 120 000 €.
- SISAM – Società Italiana Servizi Aerei Mediterranei S.p.A. (en liquidation) : services. 1 548 000 €.
- Alitalia Servizi S.p.A. (filiale à 51 %, Fintecna 49 %) : cette société doit exercer toutes les activités de soutien et d’aide aux compagnies aériennes. 120 000 €.
- Volare Group (Volare Airlines et Air Europe) : filiale à 100 %, devenue CAI-Second, avec 2 avions en janvier 2009.

### Alitalia - Compagnia Aerea Italiana (2009-aujourd'hui)
La Compagnie aérienne italienne (en italien Compagnia aerea italiana, souvent abrégée en CAI) est une société par actions, au capital de 1,1 milliard d'euros, présidée par Roberto Colaninno. Créée à l'été 2008 et soutenue notamment par Mediobanca et Intesa Sanpaolo, elle réunit des entrepreneurs désireux de reprendre les actifs utiles d'Alitalia, en forte crise économique et financière. Ses activités qui réunissent aussi les vols opérés par Air One, auraient dû débuter au 1er décembre 2008, mais le transfert a été reporté au 13 janvier 2009, date à laquelle les opérations de la nouvelle compagnie ont débuté.
Cette société a pris in fine le nom d'Alitalia le 30 décembre 2008.
En janvier 2009, Air France en achète 25 % (pour 323 millions d'euros), ce qui en fait le principal actionnaire, avec trois membres au conseil d'administration et deux au comité exécutif.
Depuis 2012, la compagnie est en grande difficulté et des négociations sont en cours début 2014 avec la compagnie Etihad Airways.
Groupe CAI
- ALITALIA CAI S.p.A. - AOC n. I-130 - AITA AZ précédemment Alitalia - Linee Aeree Italiane
- CAI First S.p.A. - AOC n. I-131 - AITA XM précédemment Alitalia Express
- CAI Second S.p.A. - AOC n. I-132 - AITA VE précédemment Volare Airlines
- AIR ONE - AOC n. I-014 - AITA AP précédemment Air One
- AIR ONE CITYLINER - AOC n. I-113 - OACI CYL précédemment Air One CityLiner et aujourd'hui Alitalia CityLiner

Administration
| Corporate Data - Nom : Alitalia - Compagnia Aerea Italiana S.p.A. - Siège social : Piazza Almerico da Schio, Pal. RPU – 00054 Fiumicino (RM) - Codice fiscale et Partita Iva : 02500880121 - Repertorio Economico Amministrativo Rome : 1225709 - Capital social : 668.355.344,00 i.v. Conseil d'administration Il est composé de 19 membres, dont 3 sont désignés par Air France-KLM : - Président du conseil d'administration: Roberto Colaninno ; - Directeur général : Gabriele Del Torchio ; - Conseil d'administration : Roberto Colaninno (Président), Gabriele Del Torchio (Directeur), Salvatore Mancuso (Vice-Président), Angelo Massimo Riva, Gaetano Miccichè, Carlo Toto, Fausto Marchionni, Francesco Bellavista Caltagirone, Marco Tronchetti Provera, Corrado Fratini, Cosimo Carbonelli d'Angelo, Achille D'Avanzo, Ernesto Monti, Maurizio Traglio, Jean-Cyril Spinetta, Peter Frans Hartman, Bruno Matheu, Antonio Orsero, Antonino Turicchi. Comité exécutif Il est composé de 9 membres, dont 2 sont désignés par Air France-KLM : - Roberto Colaninno, Gabriele Del Torchio, Angelo Massimo Riva, Gaetano Miccichè, Carlo Toto, Ernesto Monti, Jean-Cyril Spinetta, Bruno Matheu, Antonio Turicchi. Conseil de surveillance Il est composé de 8 membres, dont 3 sont suppléant : - Giovanni Barbara (Président), Giorgio Silva (auditeur), Graziano Visentin (auditeur), Tommaso Di Tanno (auditeur), Antonino Parisi (auditeur), Pietro Michele Villa (suppléant auditeur), Domenico Busetto (suppléant auditeur), Eugenio Graziani (suppléant auditeur). | Actionnaires Les actions de la société sont ainsi distribuées : 25 % de la société est détenue par Air France-KLM (actions de catégorie B) 75 % de la société est détenue par un consortium d'actionnaires (Compagnia Aerea Italiana S.p.A.) (actions de catégorie A) - 25,00 % - Air France-KLM - 10,6 % - Fire spa (groupe Riva) - 8,9 % - Intesa Sanpaolo - 8,9 % - Atlantia (groupe Benetton) - 7,1 % - Immsi spa (Roberto Colaninno) - 5,3 % - Toto costruzioni spa (groupe Toto) - 5,3 % - TH sa Lussemburgo (groupe Angelucci) - 4,4 % - Fondiaria Sai (groupe Ligresti) - 3,8 % - Fondo Equinocse Lussemburgo (Salvatore Mancuso) - 3,1 % - G & C Holding (famille Carbonelli D'Angelo) - 2,7 % - Solido Holding (Achille D'Avanzo) - 1,8 % - Acqua Marcia Finanziaria (groupe Caltagirone) - 1,8 % - Finanziaria Partecipazioni e Investimenti (groupe Gavio) - 1,8 % - Pirelli (Marco Tronchetti Provera) - 1,8 % - GFMC srl (famille Orsera) - 1,3 % - Ottobre 2008 Srl (groupe Intesa Sanpaolo) - 1,3 % - Vitrociset (Edoarda Crociani) - 1,3 % - Aura Holding (famille Traglio) - 1,4 % - Macca srl (famille Maccagnani) - 0,9 % - Marcegaglia spa - 0,9 % - Loris Fontana & c. (groupe Fontana[Lequel ?]) - 0,9 % - 12 Capital Portfolio (banque d'affaires, groupe Intek) |

### Données chiffrées

#### Chiffres clésexercice 2002
Trafic passagers
- passagers transportés : 22,205 millions
- passagers-km : 30,02 milliards
- taux d’occupation moyen : 70,8 %

Trafic fret et courrier
- tonnes-km : 1,378 milliard
- taux de remplissage : 67,1 %

Données financières (millions d’euros)
- chiffre d’affaires : 4 748 (-10 % par rapport à 2001) — ce CA dépasse 5 000 000 000 € en 2004.
- résultat opérationnel : -118,5
- résultat avant éléments exceptionnels et impôts : -260,5
- résultat (bénéfice) : 93,1
- investissements : 1 101

#### Chiffre clés 1994 – 2010
| Année            | passagers transportés (000) | passagers-km (mill) | sièges-km (mill) | taux d'occupation moyen (%) | notes                            | destinations (Italie, Europe, au-delà Europe) | avions totals | Nombre d'employés au 31/12 |
| ---------------- | --------------------------- | ------------------- | ---------------- | --------------------------- | -------------------------------- | --------------------------------------------- | ------------- | -------------------------- |
| 1994             | 14 536.0                    | 26 962.3            | 39 148.8         | 68.9                        | Alitalia L.A.I. (AZ)             |                                               |               | NC                         |
| 1995             | 20 897.7                    | 31 952.8            | 45 697.7         | 69.9                        | Alitalia L.A.I. (AZ)             |                                               |               | NC                         |
| 1996             | 23 137.9                    | 34 556.2            | 50 136.8         | 68.9                        | Alitalia L.A.I. (AZ)             | 110 (22 + 42 + 46)                            | 158           | NC                         |
| 1997             | 24 551.6                    | 35 992.3            | 50 171.4         | 71.7                        | Alitalia L.A.I. (AZ)             | 116 (22 + 45 + 49)                            | 144           | NC                         |
| 1998             | 24 178.4                    | 35 561.0            | 51 611.3         | 68.9                        | Alitalia L.A.I. (AZ)             | 122 (23 + 52 + 47)                            | 148           | NC                         |
| 1999             | 24 177.8                    | 36 690.0            | 54 437.0         | 67.4                        | Alitalia L.A.I. (AZ)             | 141 (23 + 67 + 51)                            | 155           | 20 770                     |
| 2000             | 25 590.5                    | 40 618.2            | 56 550.3         | 71.8                        | Alitalia L.A.I. (AZ)             | 110 (24 + 58 + 28)                            | 158           | 23 478                     |
| 2001             | 24 514.2                    | 36 124.3            | 50 953.9         | 70.9                        | Alitalia L.A.I. (AZ)             | 116 (24 + 56 + 36)                            | 168           | 22 948                     |
| 2002             | 21 860.7                    | 29 617.6            | 41 694.7         | 71.0                        | Alitalia L.A.I. (AZ)             | 129 (25 + 68 + 36)                            | 177           | 22 536                     |
| 2003             | 22 244.7                    | 31 254.2            | 43 564.5         | 71.7                        | Alitalia L.A.I. (AZ)             | 82 (23 + 33 + 26)                             | 195           | 22 200                     |
| 2004             | 21 988.4                    | 34 366.3            | 48 181.3         | 71.3                        | Alitalia L.A.I. (AZ)             | 94 (22 + 44 + 28)                             | 190           | 20 575                     |
| 2005             | 24 041.8                    | 37 245.0            | 50 411.7         | 71.9                        | Alitalia L.A.I. (AZ)             |                                               | 182           | 11 174                     |
| 2006             | 24 089.9                    | 37 736.3            | 51 283.6         | 73.6                        | Alitalia L.A.I. (AZ)             |                                               | 186           | 11 430                     |
| 2006             | 5 812.5                     | 3 381.6             | 5 900.5          | 57.3                        | Air One (AP)                     |                                               | 39            | NC                         |
| 2007             | 24 426.7                    | 38 078.7            | 51 166.9         | 74.4                        | Alitalia L.A.I. (AZ)             |                                               |               | NC                         |
| 2007             | 7 092.8                     | 4 080.6             | 7 105.5          | 57.4                        | Air One (AP)                     |                                               |               | NC                         |
| 2008             | 18 048.0                    | 29 205.5            | 42 629.3         | 68.5                        | Alitalia L.A.I. (AZ)             | 69 (22 + 25 + 22)                             | 172           | NC                         |
| 2008             | 7 404.1                     | 4 229.2             | 7 245.7          | 58.4                        | Air One (AP)                     | 42 (22 + 18 + 2)                              | 56            | NC                         |
| 2009             | 21 218.4                    | 28 417.9            | 43 355.4         | 65.5                        | Alitalia C.A.I. (AZ+XM+VE+AP+CT) | 73 (24 + 36 + 13)                             | 157           | NC                         |
| 2010 (septembre) | 17 663.9                    | 24 793.6            | 34.960.8         | 70.9                        | Alitalia C.A.I. (AZ+XM+VE+CT)    | 83 (28 + 41 + 14)                             | 154           | NC                         |